# ベンゾ(a)フルオレン
ベンゾ[a]フルオレン(英語: Benzo[a]fluorene)とは多環芳香族炭化水素の一種。化学式はC17H12。
IARC発がん性リスク一覧のグループ3（ヒトに対する発癌性が分類できない (Not Classifiable as to its Carcinogenic)、化学物質、混合物、環境）に指定されている。